# 齊費什蒂鄉
45°51′N 27°06′E / 45.850°N 27.100°E
齊費什蒂鄉（羅馬尼亞語：Comuna Țifești, Vrancea），是羅馬尼亞的鄉份，位於該國東部，由弗朗恰縣負責管轄，面積78平方公里，海拔高度175米，2002年人口5,242，人口密度每平方公里67人。